# Včelákov
Městys Včelákov (německy Tschelakow) se nachází v okrese Chrudim v Pardubickém kraji. Leží v nadmořské výšce 507 metrů. Žije v něm 568 obyvatel.

## Historie
První písemná zmínka o Včelákově pochází z roku 1349. Obec byla založena s největší pravděpodobností podlažickými benediktiny.
Od 10. října 2006 byl obci vrácen status městyse.

## Části obce
- Včelákov
- Bystřice
- Dolní Babákov
- Hůrka
- Příkrakov
- Střítež
- Vyhnánov

## Základní škola

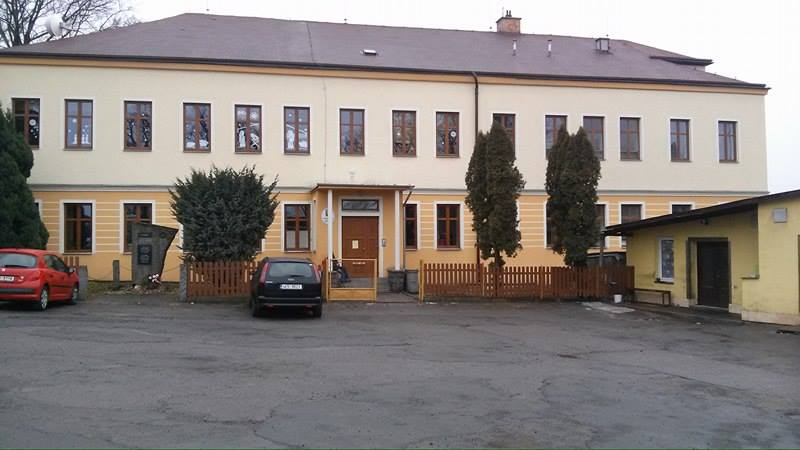
základní škola Včelákov

Základní škola stojí na Škroupově náměstí. Včelákovská škola byla založena již roku 1734. Zpočátku měla škola pouze jednu dřevěnou místnost pro výuku. Učitelem na škole byl i Jan Škroup, vnuk již známého Františka Škroupa. Roku 1791 došlo k první přestavbě školy, jednalo se o zvětšení vyučovací místnosti. Úvaha o stavbě nové školy se objevila v sedmdesátých letech 18. století, kdy škola měla poskytovat vzdělání nejméně 200 dětem. Roku 1876 byla stavba schválena a škola tak byla rozšířena. Od roku 1915 byly k vyučování využívány čtyři třídy. Do roku 1932 byla ve škole vybudována i kuchyň a zavedena elektřina. Tragickou událost – vypálení Ležáků roku 1942 a odvedení 4 žáků docházejících z Ležáků přímo ze včelákovské školy – připomíná pomník stojící pře školou. Dále výuka probíhala v obecné škole a zřizována byla i škola měšťanská, ta se avšak potýkala s nedostatkem žáků.

## Pamětihodnosti
- Kostel sv. Maří Magdalény na návsi
- Památník obětem druhé světové války před základní školou
- Socha svatého Jana Nepomuckého u kostela

## Rodáci
- Adolf Eckert (1840-1910), pedagog, agronom, vydavatel, odborný spisovatel a publicista

## Galerie

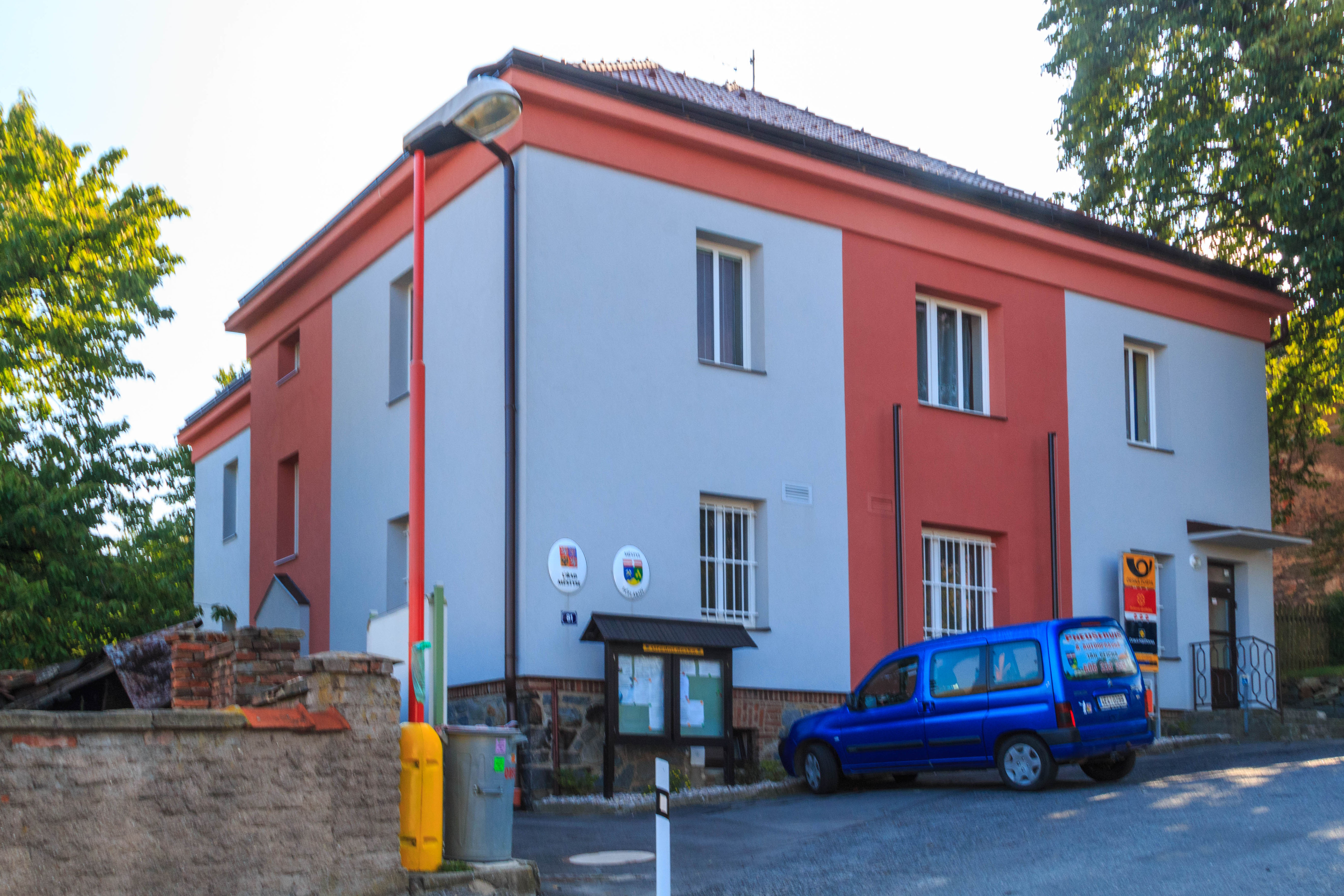
Včelákov - obecní úřad
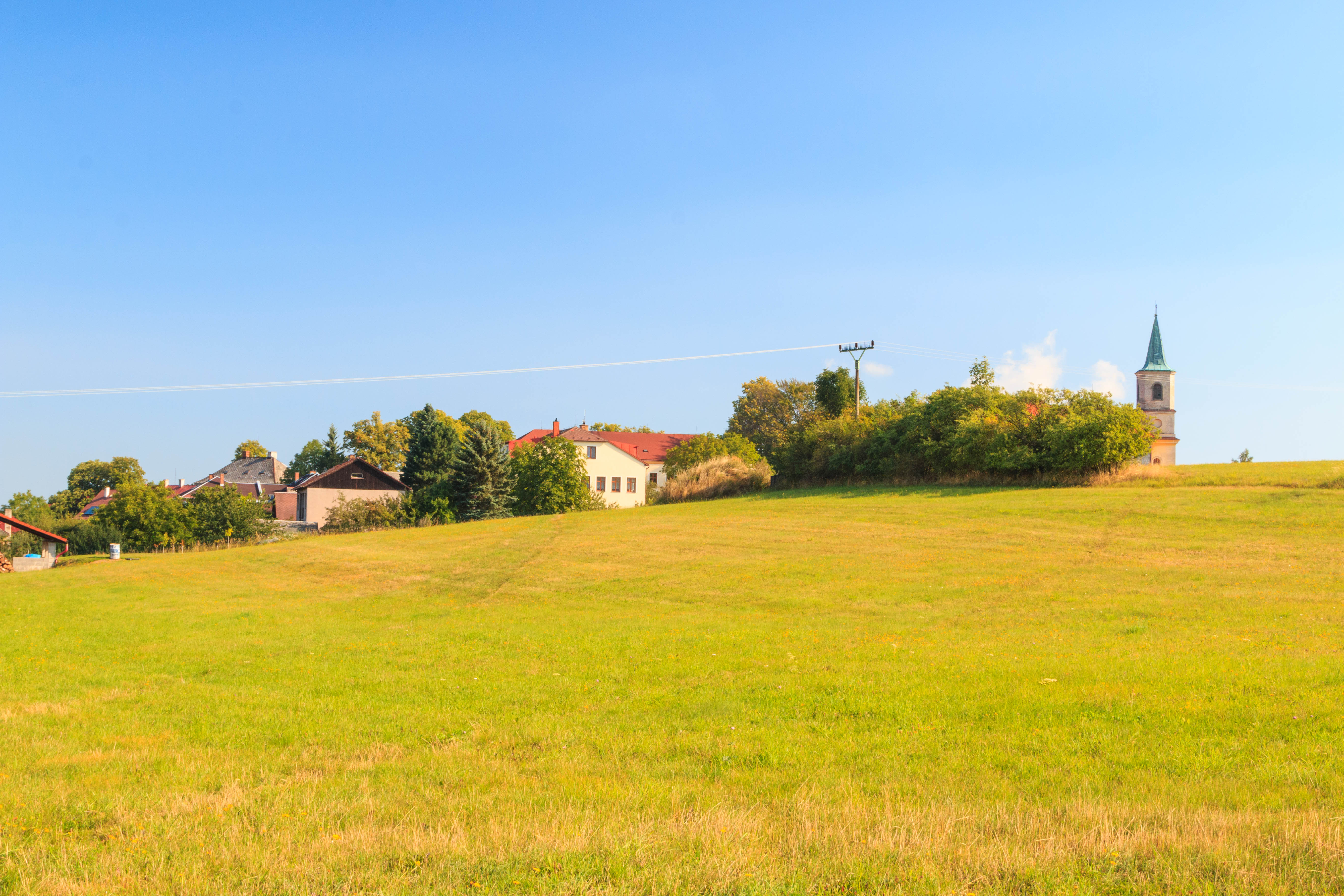
Včelákov - kostel
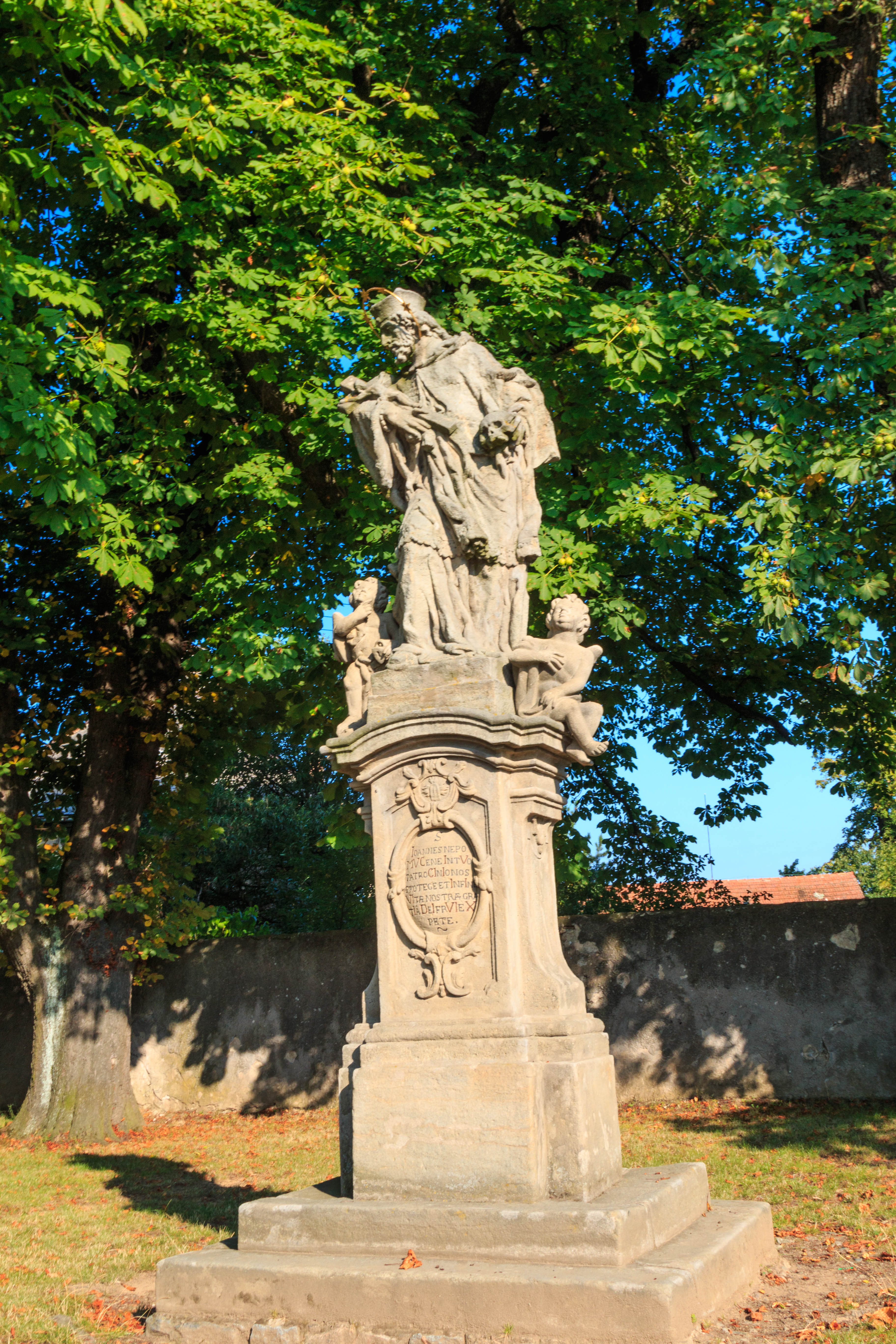
Včelákov - Socha svatého Jana Nepomuckého
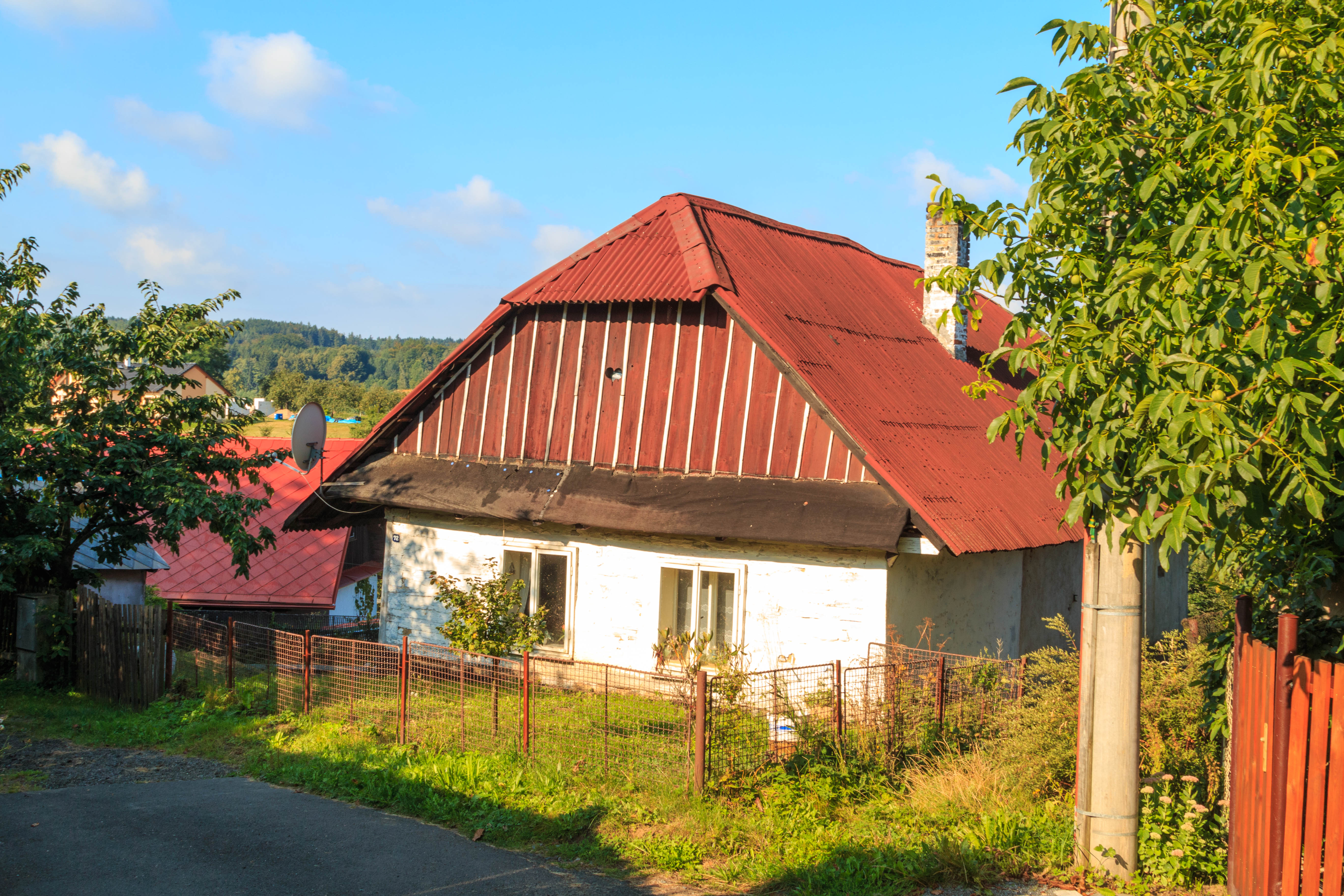
Včelákov - čp. 72